# 키스 오브 드래곤
《키스 오브 드래곤》(Kiss Of The Dragon)는 프랑스에서 제작된 크리스 나흔 감독의 2001년 액션 영화이다. 이연걸 등이 주연으로 출연하였고 뤽 베송 등이 제작에 참여하였다.

## 출연

### 주연
- 이연걸
- 브리짓 폰다
- 체키 카리오

### 조연
- 릭 영
- 버트 쿼크

## 기타
- 프로듀서: 티에리 가일마드
- 공동제작: 버나드 그레넷
- 미술: 자크 버프누아
- 시각효과: 알랭 카르수
- 분장팀: 프레데릭 아르구엘로
- 의상: 피에르 비치어
- 의상: 애니 티엘먼트
- 무술감독: 원규
- 배역: 맥스 모렐
- 프로덕션매니저: 디디에 호라우

## SBS 성우진 (2002년 11월 3일)
- 홍성헌 - 류 반장(이연걸)
- 강희선 - 제시카(브리짓 폰다)
- 유강진 - 리차드 반장(체키 카리오)
- 이완호
- 김태훈
- 조동희
- 조경모
- 김영훈
- 김정주
- 서광재
- 정훈석
- 류점희
- 최석필